# Олекса Письменний
Олекса (Олексій) Письменний (р. н. і р. с. невід.) — один із керівників гайдамацького повстання в Правобережній Україні 1750. За походженням — дрібний шляхтич, можливо поляк. Організував гайдамацький загін із запорожців (до 30 осіб) і від річки Інгул (притока Південного Бугу) пішов на Полісся. Гайдамаки на чолі з ним здійснили кілька нападів на маєтки шляхтичів, орендарів і лихварів, здобули місто Фастів, вступили в бій із військами київського гарнізону, які виступили їм назустріч. Незабаром під містечком Вільшана гайдамацький загін зазнав поразки від польського карального загону, після чого відомості про Письменного відсутні.